# Peter Witte (Komponist)
Peter Witte (* 20. Dezember 1955 in Osnabrück) ist ein deutscher Gitarrist, Sänger und Komponist, der im Bereich des Jazz auch als Bandleader hervorgetreten ist.

## Leben und Wirken
Witte, der als Autodidakt Gitarren lernte, bildete zunächst mit seiner Schwester Monika Witte ein Gesangsduo, das u. a. Lieder von Brecht interpretierte; seit 1974 gehörten auch Lieder aus Lateinamerika zum Repertoire. Weiterhin war er Gründungsmitglied der Big Band des Kulturrings der Jugend Osnabrück; für die Formation war er als Gitarrist, Arrangeur und Komponist sowie als Sänger tätig. Nach einem Studium als Grafik-Designer studierte er ab 1979 klassische Gitarre bei Reinbert Evers in Münster; von 1991 bis 1995 absolvierte er ein Studium der Musikwissenschaften sowie Tonsatz und Gehörbildung.
Dann arbeitete er als Jazzmusiker, Leiter und Sänger von Bigbands und Chören, für die er auch arrangierte und komponierte. Unter anderem leitet er das 12-köpfige Jazz Ensemble „Blasnost“ und die Bigband der Universität Osnabrück. „Vor allem in seinen zahlreichen Chor-Kompositionen sind Jazz- und klassische Elemente zu einer Einheit verbunden, seine besondere Stärke ist der ungewöhnliche Umgang mit einer farbenreichen Harmonik.“ 2007 war er der künstlerische Leiter des „Jazz-Art-Ensembles“ der LAG-Jazz im Landesmusikrat Niedersachsen.
Witte ist künstlerischer Mitarbeiter an der Universität Osnabrück und war auch Lehrbeauftragter an der Universität Bremen bzw. unterrichtete Jazztheorie an der Hochschule Osnabrück.

## Preise und Auszeichnungen
Witte war 1979 Preisträger des von der Stadt Duisburg und dem WDR ausgeschriebenen Wettbewerbs des „internationalen demokratischen Liedes“. 1988 erhielt er den ersten Preis bei den „3. Internationalen AV-Tagen“ in München für „Neues Deutschland“, eine satirische Bilderreise durch die damals noch existierende DDR. 1992, 1994 und 1996 gewann er mit dem von ihm geleiteten Ensemble Blasnost den Wettbewerb „Jazz-Podium Niedersachsen“. 2011 errang er mit seiner A-Cappella-Komposition Ode IV auf einen Text von Klabund den zweiten Preis beim Kompositionswettbewerb „Gebt uns Noten“ des deutschen Chorverbands, dem Helbling Verlag und der Universität der Künste Berlin.

## Kompositionen (Auswahl)
- 2018: "Tres danzas" für Klaviertrio
- 2018: Barbara Sinfonie[4]
- 2017: 3 Stücke für Sinfonieorchester und Big Band[5]
- 2016: "... and be drunk with love" (Song of Solomon) für Chor und Gitarre
- 2016: „Concertino“ für Orchester[6][7]
- 2015: „Magnificat“ und „Nunc dimittis“ für Chor und Percussion Ensemble
- 2014: „Triptychon“ für Cello-Orchester
- 2013: „Sonatina Capricciosa“ für Saxophon und Klavier
- 2012: „Real Emotions“ für Saxophonquartett
- 2011: „Nocturnal Gigue“ für Streichorchester[8]
- 2011: „Vals Venezolano“ für Streichquartett
- 2010: Klabund-Zyklus für Big Band und Chor
- 2010: Drei Madrigale für Chor
- 2005: „7 O-Antiphone“ für Chor
- 2003: „La vraie chanson vivante“: Kantate für Sopran, Saxophon, 4 Violoncelli und Chor[9][10]
- 1999: Jazz-Messe für Chor und Combo (auch a cappella)

## Diskographische Hinweise
- Monika & Peter Witte  Krieg dem Kriege: Lieder von Brecht, Tucholsky und Weinert (Atelier im Bauernhaus 1977)
- Blasnost Blasnost (Acoustic 1991)
- Blasnost Anything blows (Acoustic 1994)
- Corona Vocalis Jazz Messe (1999)
- Corona Vocalis O Radix Jesse (2006)

## Lexikalische Einträge
- Jürgen Wölfer: Jazz in Deutschland. Das Lexikon. Alle Musiker und Plattenfirmen von 1920 bis heute. Hannibal, Höfen 2008, ISBN 978-3-85445-274-4.